# Megistostigma glabratum
Megistostigma glabratum är en törelväxtart som först beskrevs av Wilhelm Sulpiz Kurz, och fick sitt nu gällande namn av Rafaël Herman Anna Govaerts. Megistostigma glabratum ingår i släktet Megistostigma och familjen törelväxter. Inga underarter finns listade i Catalogue of Life.